# Preservação ambiental no Brasil
A questão da preservação e da conservação ambiental no Brasil data de pelo menos o século XVIII, quando a escassez de pau-brasil por consequência dos anos de exploração já era motivo de preocupação por parte das autoridades, que tentaram instituir regras para a extração da árvore e criaram conservatórios em Ilhéus e Alagoas.
A questão ganhou destaque a partir da década de 1970, com o surgimento de pequenos grupos que apontavam a necessidade de incluir o tema do meio ambiente nas discussões da sociedade. Na década seguinte, com a redemocratização do Brasil, cresce o número de organizações não governamentais ambientalistas e surgem novas propostas de preservação do meio ambiente. Algumas se transformam em políticas públicas, dando contornos mais definidos à legislação ambiental brasileira.

## Legislação
- Na Constituição – Antes de 1988, o país já possuía leis que tratavam da questão ambiental. O Código Florestal, por exemplo, é de 1965 e previa diversas sanções penais para os crimes contra o meio ambiente, embora elas não fossem detalhadas. A Constituição de 1988 consolida o processo legal e institucional. O capítulo que trata do meio ambiente enfatiza a necessidade de sua defesa e preservação e procura estabelecer mecanismos para que isso ocorra. Para os especialistas, o grande problema é conseguir que essa legislação saia do papel e seja efetivamente aplicada, já que muitas leis não foram sequer regulamentadas, como a que protegeria nossa biodiversidade, a mais rica do mundo. Outro destaque na defesa do meio ambiente é a criação, em 1989, do Instituto Brasileiro do Meio Ambiente (Ibama ). Entretanto, o avanço da legislação e a possibilidade de uma fiscalização mais rígida esbarram no ainda escasso volume de recursos destinados às questões ambientais e na falta de articulação entre os governos federal, estaduais e municipais, sociedade civil, e mesmo entre os vários órgãos federais, que freqüentemente se opõem a questões como o uso da terra ou dos recursos hídricos.

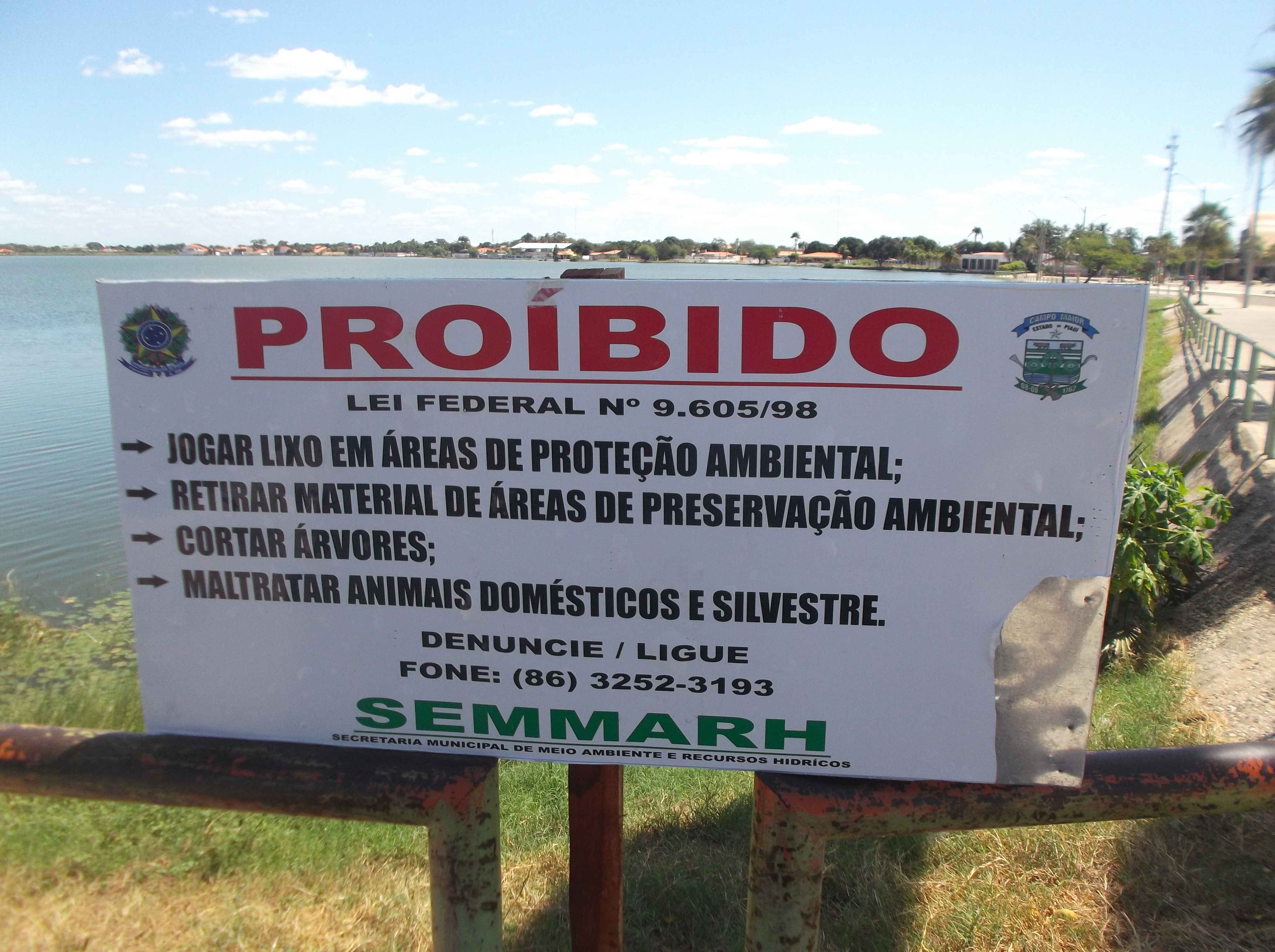
Placa de educação ambiental evidenciando a Lei de Crimes Ambientais Brasileira.

- Lei de Crimes Ambientais – A lei nº 9.605, sancionada em fevereiro de 1999 e regulamentada em setembro de 2000, estabelece as penas para as infrações e agressões cometidas contra o meio ambiente no Brasil. Prevê multas que chegam a 50 milhões de reais para uma variedade de infrações: pesca em locais proibidos, crimes contra o patrimônio, soltura de balões, pichações, caça ilegal, obras poluidoras, queimadas e desmatamento.